# Hugo Ruehle

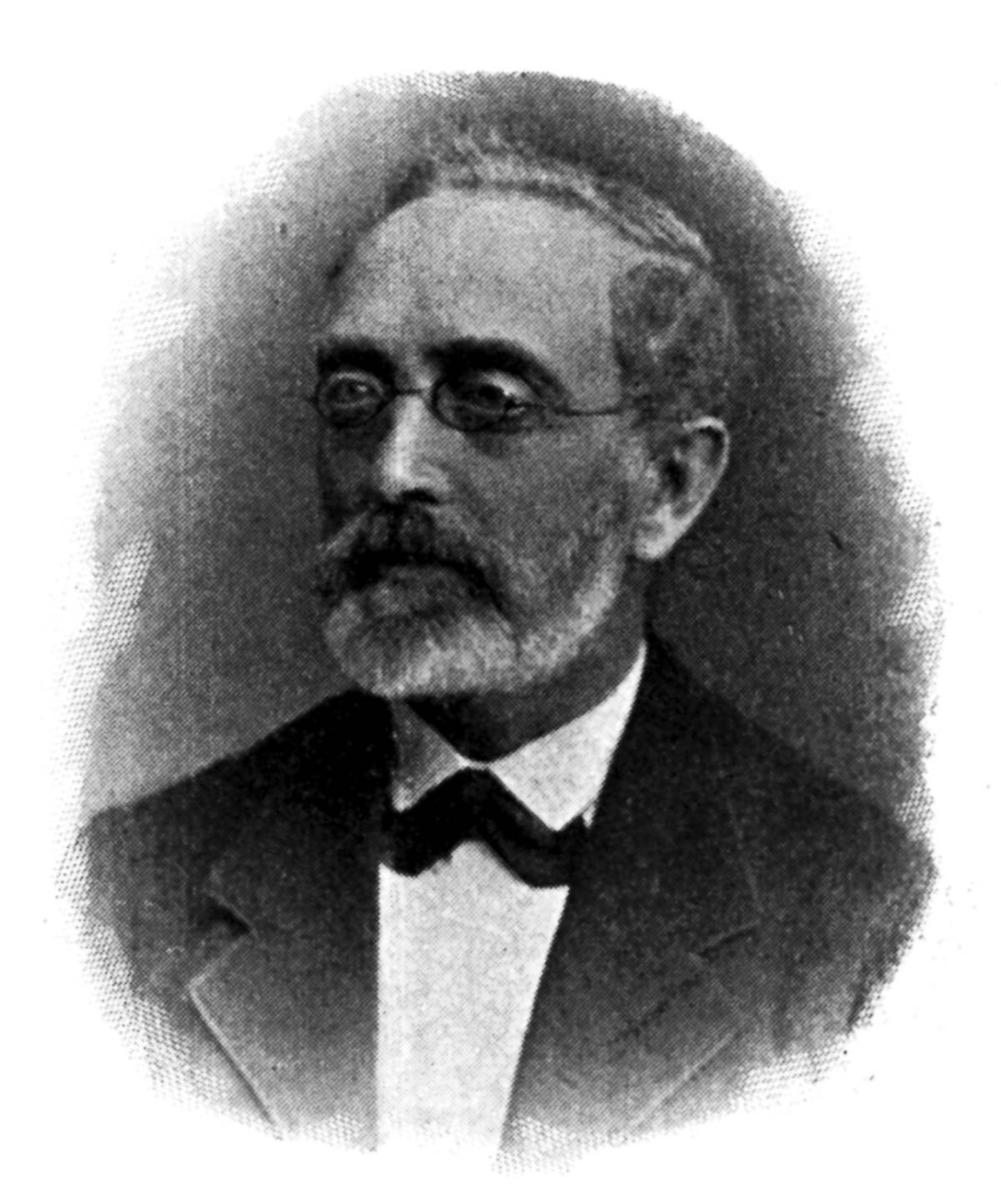
Hugo Ruehle

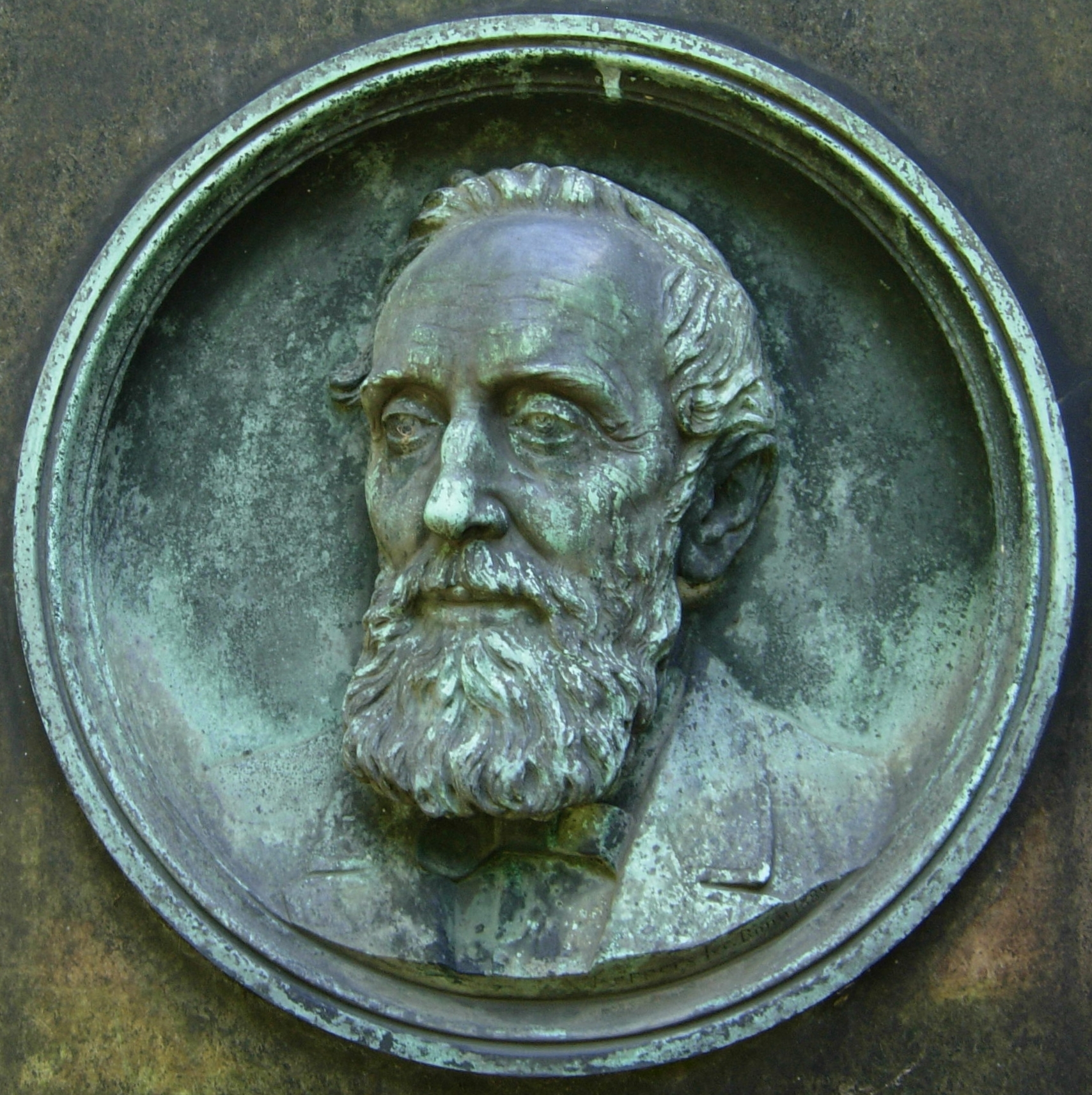
Rühle: Bronze-Medaillon von Küppers

Hugo Ernst Heinrich Ruehle, auch Hugo Ernst Heinrich Rühle, (* 12. September 1824 in Liegnitz, Provinz Schlesien; † 11. Juli 1888 in Bonn) war ein deutscher Mediziner.

## Leben
Hugo war der Sohn des königlichen Landrentmeisters Ferdinand Rühle (* 24. August 1791 in Manker bei Neuruppin; † 22. Februar 1859 in Liegnitz) und dessen am 1. Mai 1820 geheirateten Frau Mathilde Bayer (* 18. September 1799 in Glogau; † 2. Juli 1875 in Liegnitz). Aus der Ehe der Eltern stammen zudem Geschwister, von denen man den Bruder Otto, die Schwester Anna, den Bruder Paul und den Bruder Franz kennt.
Ruehle studierte von 1842 bis 1848 in Berlin, wo er engen Kontakt zu Rudolf Virchow, Benno Reinhardt und Ludwig Traube hatte. Nach seiner Promotion 1846 und der Ablegung des Staatsexamens 1848 bildete er sich auf wissenschaftlichen Reisen weiter, ehe er 1849 als Armenarzt nach Breslau kam. 1851 wurde er Sekundärarzt am Allerheiligenhospital zu Breslau und trat 1852 die klinische Assistentenstelle bei Friedrich Theodor von Frerichs in der Medizinischen Klinik an. 1853 habilitierte er sich als Dozent an der medizinischen Fakultät mit der Abhandlung Untersuchungen über die Höhlenbildung in tuberculösen Lungen. 1859 wurde er Direktor der Poliklinik und ordentlicher Professor an der Universität Breslau. Von 1860 bis 1864 lehrte Ruehle klinische Medizin an der Universität Greifswald und hatte den Posten des Direktors der Poliklinik inne. Hugo von Ziemssen war sein Assistent. Anschließend nahm Ruehle einen Ruf in die gleiche Stellung nach Bonn an, wo der später berühmte Physiologe Nathan Zuntz als Unterarzt bei ihm tätig war. 1880/81 amtierte er als Rektor der Universität.
Im Jahr 1880 wurde er zum Mitglied der Leopoldina gewählt.
1888 starb er als Geheimer Medizinalrat in Bonn an einer Brustfellentzündung.

## Familie
Hugo Rühle verheiratete sich am 30. September 1857 in Breslau mit Dorothea (Dora) Margaretha Kästner (* 4. April 1831 in Burg/Fehmarn; † 30. April 1907). Aus der Ehe stammen Kinder. Von diesen kennt man:
- Henny Rühle (* 6. Juni 1858 in Breslau; † 1. Januar 1941 in Marburg) verh. 20. Mai 1884 mit dem Professor der Philosophie Ivo Bruns (* 20. Mai 1853 in Halle; † 16. Mai 1901 in Kiel)
- Walter Rühle (* 10. Juli 1859 in Breslau; † 2. Oktober 1915 bei Cambrai) Sanitätsrat verh. 31. Januar 1889 in Rheydt mit Helene Junkers (* 21. Januar 1863)
- Heinrich Rühle (* 17. Juli 1860 in Greifswald; † 27. Dezember 1921 in Gummersbach) Dr. theol. h. c. verh. 4. März 1891 in Hoffnungsthal mit Anna Reusch (* 25. November 1866 in Hoffnungsthal; † 28. Februar 1948 in Gummersbach)
- Hanna Rühle (* 20. Juni 1861 in Greifswald; † 24. Februar 1897 in Wahlheiden) verh. 4. Oktober 1884 mit Roderich Stintzing
- Else Rühle (* 14. März 1865 in Bonn) verh. 14. Oktober 1886 (gesch. 1902) mit dem Professor der Literaturgeschichte Berthold Litzmann (* 18. April 1857 in Kiel; † 14. Oktober 1926)
- Gertrud (Tula) Rühle (* 11. August 1867 in Bonn) verh. am 30. Dezember 1895 in Bonn mit dem Professor der Physik in Marburg Franz Richarz (* 15. Oktober 1860 in Endenich/Bonn; † 10. Juni 1920 in Marburg)
- Erna Rühle (* 15. September 1870 in Bonn; † 1954) verh. am 21. Mai 1891 in Bonn mit dem Reichskammergerichtspräsidenten Walter Simons
- Dora Franziska (Frieda) Manuela Rühle (* 27. Februar 1872 in Bonn; † 11. Januar 1937 in Frankfurt) verh. 21. Mai 1891 in Bonn mit Paul Felix Simons (* 1. November 1862 in Elberfeld; † 26. Juli 1919 in Kassel)

## Schriften (Auswahl)
- Die Kehlkopf-Krankheiten, Berlin, Hirschwald, 1861.
- Über den gegenwärtigen Stand der Tuberkulosenfrage, Leipzig, 1871.
- Die Lungenschwindsucht und die acute Miliartuberkulose, Leipzig, 1877.